# Lumzi
Lumzi znana również jako Lumz – wieś położona w północnej części Albanii w gminie Rrapë. Wieś znajduje się 79 kilometrów od stolicy państwa, Tirany.

## Demografia
Według spisu ludności z 1989 roku we wsi Lumzi mieszkało 308 mieszkańców.